# Arrigo Padovan
Arrigo Padovan (Castelbaldo, 16 juni 1927 – 4 januari 2025) was een Italiaans wielrenner die onder andere etappes won in de Ronde van Frankrijk en de Ronde van Italië.

## Carrière
Zijn eerste overwinning boekte Padovan in de zesde editie van de GP Industria & Commercio di Prato die werd verreden in 1951. Hij boekte drie etappezeges in de Ronde van Italië. De eerste was in 1956. Hij zegevierde in de zesde etappe die finishte in Pescara voor Rino Benedetti. In 1959 was hij voor de tweede maal succesvol in de Grote Ronde die werd verreden in zijn thuisland. In de zeventiende etappe was hij in een sprint om de etappezege te snel voor André Darrigade. In 1960 won Padovan de 21e, en laatste, etappe in de Giro. Ook in de Ronde van Frankrijk behaalde hij etappezeges. Hij won één etappe in 1956 en 1958.
In de klassieke wedstrijd Ronde van Lombardije wist hij eenmaal in de top drie te eindigen. Dit was in 1952, in de sprint om de zege moest hij zijn meerdere erkennen in Giuseppe Minardi en Nino Defilippis.
Tevens behoorde Padovan tot het illustere gezelschap dat alle drie de Grote Rondes uitreed in één seizoen. Hij was in 1956 de vierde renner die dit bewerkstelligde.
Padovan overleed op 4 januari 2025 op 97-jarige leeftijd.

## Palmares
1951
GP Industria & Commercio di Prato
1955
4e etappe Ronde van Zwitserland
Ronde van Toscane
1956
6e etappe Ronde van Italië
3e etappe Ronde van Frankrijk
1958
11e etappe Ronde van Frankrijk
1959
17e etappe Ronde van Italië
1960
21e etappe Ronde van Italië

### Resultaten in voornaamste wedstrijden
| Jaar | Ronde van Italië | Ronde van Frankrijk | Ronde van Spanje |
| ---- | ---------------- | ------------------- | ---------------- |
| 1950 |                  |                     |                  |
| 1951 | 8e               |                     |                  |
| 1952 | 16e              |                     |                  |
| 1953 | 17e              |                     |                  |
| 1954 |                  |                     |                  |
| 1955 |                  |                     |                  |
| 1956 | 12e (1)          | 26e (1)             | 19e              |
| 1957 | 41e              | 20e                 |                  |
| 1958 | 65e              | 45e (1)             |                  |
| 1959 | 84e (1)          | 52e                 |                  |
| 1960 | 83e (1)          |                     |                  |
| 1961 | opgave           |                     |                  |

| Jaar | Milaan-San Remo | Parijs-Roubaix | Ronde van Lombardije |
| ---- | --------------- | -------------- | -------------------- |
| 1950 |                 |                | 33e                  |
| 1951 | 27e             |                | 10e                  |
| 1952 |                 |                | ↑                    |
| 1953 | 58e             |                | 41e                  |
| 1954 |                 |                | 26e                  |
| 1955 | 98e             |                | 11e                  |
| 1956 | 8e              |                |                      |
| 1957 | 74e             |                | 27e                  |
| 1958 | 77e             |                |                      |
| 1959 | 34e             |                |                      |
| 1960 | 91e             | 47e            | 101e                 |
| 1961 | 78e             |                |                      |